# Большой Ашап
Большой Ашап — река в России, протекает в Пермском крае. Устье реки находится в 74 км по левому берегу реки Ирень, ниже села Ашап. Длина реки составляет 39 км. В 23 км от устья по левому берегу впадает река Большая Рассоха.

## Данные водного реестра
По данным государственного водного реестра России относится к Камскому бассейновому округу, водохозяйственный участок реки — Сылва от истока и до устья, речной подбассейн реки — Кама до Куйбышевского водохранилища (без бассейнов рек Белой и Вятки). Речной бассейн реки — Кама.
Код объекта в государственном водном реестре — 10010100812111100013392.